# Кутања (Доњи Вакуф)
Кутања је насељено мјесто у Босни и Херцеговини у општини Доњи Вакуф које административно припада Федерацији Босне и Херцеговине. Према попису становништва из 1991. у насељу је живјело 433 становника.

## Становништво
По последњем службеном попису становништва из 1991. године, у насељу Кутања живело је 715 становника. Становници су претежно били Срби.
| Националност       | 1991.        | 1981. | 1971. |
| Срби               | 425 (98,15%) |       |       |
| Југословени        | 6 (1,39%)    |       |       |
| Хрвати             | 1 (0,23%)    |       |       |
| остали и непознато | 1 (0,23%)    |       |       |
| Укупно             | 433          |       |       |